# Étienne Régnault
Étienne Régnault (zm. 4 września 1688 w Bengalu) – francuski kolonizator, pierwszy gubernator Réunion.

## Kolonizacja Réunion

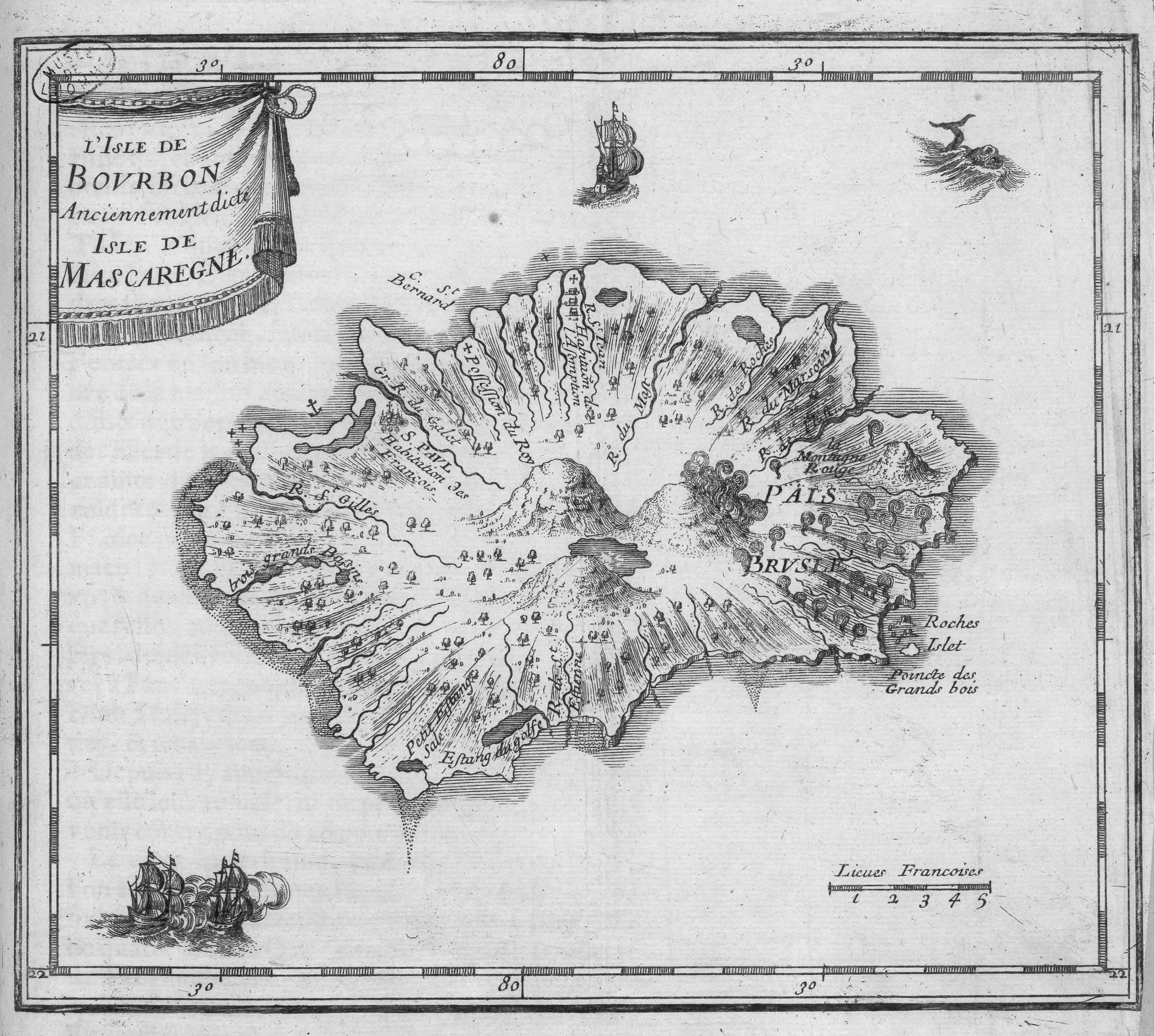
Mapa Bourbonu, 1661 rok

Étienne Régnault był urzędnikiem Francuskiej Kompanii Wschodnioindyjskiej (fr. Compagnie des Indes orientales), powstałej w 1664 roku. 1 marca 1665 roku wyruszył na pokładzie 250-tonowej fleuty Taureau z Brestu do Madagaskaru. Statek dowodzony przez kapitana Kergadiou był jednym z czterech okrętów płynących w ramach pierwszej misji kompanii. W 1658 roku ten sam statek przewiózł grupę osadników do Kanady. W kwietniu 13 pasażerów Taureau zginęło podczas przewrócenia jednej z łodzi na wysokości Cap-Vert.
10 lipca 1665 roku Régnault wysiadł w Saint-Paul na wyspie Réunion, wtedy znanej pod nazwą Bourbon. Dowodził grupą ok. 20 osadników, którzy założyli na wyspie pierwszą stałą osadę francuską. W kilka dni później dołączyli do nich pasażerowie statku Vierge-de-Bon-Port. 5 sierpnia 1665 roku Tymczasowa Rada Madagaskaru mianowała go komendantem wyspy Bourbon. Przez sześć lat pełnił funkcję gubernatora, jednak oficjalną nominację z ramienia Francuskiej Kompanii Wschodnioindyjskiej otrzymał dopiero w 1671 roku. 8 maja 1671 roku zastąpił go Jacques de La Heure dit La Hure.
Wkrótce osadnicy rozpoczęli uprawę pszenicy, ryżu i tabaki na pogórzu sawanny, obecnie dzielnicy Vieux Saint-Paul. W pobliskim jeziorze łowili ryby, węgorze i żółwie. Wkrótce zajęli się także handlem z załogami kotwiczących w zatoce statków. Wreszcie zaczęli budować miasta. Étienne Régnault odegrał kluczową rolę w tworzeniu lokalnej administracji i rozwoju tutejszych osad. W swoim raporcie dla Francuskiej Kompanii Wschodnioindyjskiej podkreślał duży potencjał wyspy dla celów kolonizacji. W 1667 roku założył miasto Sainte-Suzanne, nazwane tak od przepływającej tu rzeki. W zamierzeniu Régnaulta osada miała nosić nazwę Saint-Etienne. W 1669 roku założył miasto Saint-Denis i przeniósł do niej stolicę kolonii. Nazwa miasta pochodzi od łodzi Régnaulta. Tu zbudował swoją rezydencję, a także kaplicę.
Jednym z problemów z jakimi musiał się zmierzyć była niewystarczająca liczba kobiet na wyspie, liczącej wtedy ok. stu osadników. Stosunek mężczyzn do kobiet żyjących na Bourbon wynosił wtedy 3:1, przy czym wiele z żyjących tu kobiet było Malgaszankami. Osadnicy wysyłali w tej sprawie liczne petycje do gubernatora Régnault, które ten przekazał do Paryża. W odpowiedzi Francuska Kompania Wschodnioindyjska przeprowadziła łapankę w paryskim Szpitalu Salpêtrière, służącym wtedy jako przytułek dla ubogich, ale też jako więzienie m.in. dla prostytutek. Akcję przeprowadzono już po ustąpieniu Régnaulta ze stanowiska. Szesnaście młodych dziewczyn wyruszyło z Rochefort-en-Terre w maju 1673 roku, na pokładzie statku Dunkerquoise. Dowodzący misją kapitan Beauregard złamał nakaz dowiezienia kobiet wprost na Bourbon i stacjonował m.in. w Fort-Dauphin (obecnie Tôlanaro), gdzie sześć spośród z nich rychło wyszło za mąż. Pozostałe kobiety dotarły na Bourbon w marcu 1674 roku. Sześć z nich wzięło ślub w kwietniu i w maju, jednakże czerwcowa epidemia zabiła znaczną liczbę osadników, pozostawiając przy życiu tylko siedem panien.

## Dalsze życie
Po ustąpieniu ze stanowiska gubernatora Bourbonu, pracował na rzecz Francuskiej Kompanii Wschodnioindyjskiej w Suracie i w Puducherry w Indiach. Zmarł 4 września 1688 roku w Bengalu.

## Upamiętnienie
W 1965 roku Francja wydała znaczek pocztowy upamiętniający 300. rocznicę kolonizacji Réunionu. Przedstawia on wyobrażenie postaci Étienne'a Régnaulta, statku Taureau oraz wybrzeże ówczesnego Bourbonu. 12 grudnia 2019 roku jedna z ulic w Saint-Denis została nazwana jego imieniem.